# Енис Барди
Енис Барди (алб. Enis Bardhi; Скопље, 2. јул 1995) је северномакедонски фудбалер албанског порекла који тренутно наступа за Бодрум. Игра на позицији везног играча.
Барди је родом из села Блаце у Скопскпј Црној гори. Са мајчине стране је пореклом са Косова и Метохије.

## Успеси
Ујпешт
- Куп Мађарске: (финале: 2015/16)[8]

 Трабзонспор
- Куп Турске: (финале: 2023724)[9]

Појединачни
- Најбољи северномакедонски фудбалер у иностранству 2017.[10]